# Zuzana Chalupová
Zuzana Chalupová (srbsky Зузана Халупова / Zuzana Halupova; 5. února 1925, Kovačica, Království Srbů, Chorvatů a Slovinců (Jugoslávie) – 1. srpna 2001, Bělehrad, Srbsko) byla známá naivní malířka, jedna z komunity lidových umělců-samouků slovenského původu, kteří žili a tvořili v Kovačici, ležící v Jihobanátském okruhu na severovýchodě Srbska. Zuzana Chalupová během svého života vystavovala v řadě evropských metropolí i v zámoří, spolupracovala s organizacemi UNICEF a UNESCO. Její díla jsou v majetku nejen mnoha muzeí a galerií, v první řadě kovačické Galerie naivního umění, ale i v soukromých sbírkách.

## Z historie Kovačice
První písemná zmínka o Kovačici pochází z roku 1751. V roce 1784 přišly do Banátu první slovenské rodiny a začaly nový život v místě dnešních osad Aradac a Ečka. V roce 1802 požádali Slováci z Ečky panovníka o povolení přesídlit se a usadit se na nevyužitých pozemcích v Kovačici. Aniž by vyčkali souhlasu, o rok později se tam přestěhovali. Od poloviny 19. století byla Kovačica kulturním a společenským centrem slovenských přistěhovalců, kteří přišli na území srbského Banátu s vidinou lepšího života. Občané slovenského původu tvořili i na počátku 21. století nejpočetnější skupinu obyvatel Kovačice. Při sčítání v roce 2011 se zde ke slovenské národnosti hlásilo 5 142 lidí, tj. 82.15% obyvatel města.

## Životopis

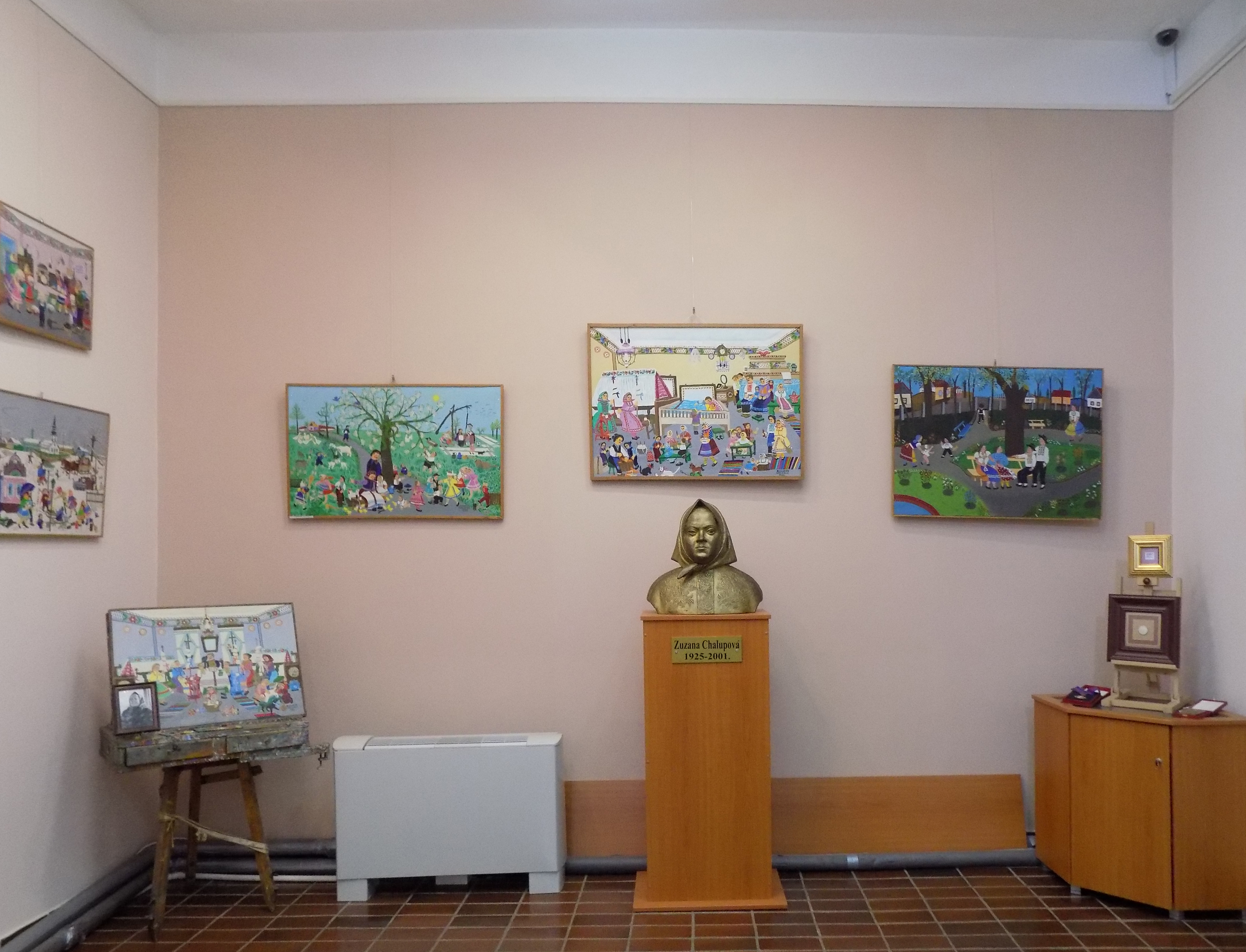
Obrazy a busta Zuzany Chalupové v Galerii naivního umění v Kovačici

Zuzana Chalupová se narodila v Kovačici jako Zuzana Koreňová 5. února 1925 v chudé rodině slovenského truhláře Martina Koreně a jeho ženy Anny. Zuzana vychodila pouze pět tříd základní školy, už v té době však zaujala svým výtvarným talentem. V roce 1942 se Zuzana provdala za Adama Chalupu. Chalupovi hospodařili jako drobní zemědělci, zabývali se též vinohradnictvím a včelařením.
Zuzana Chalupová se zpočátku věnovala tvorbě výšivek a tapisérii, s nimiž mezi krajany slavila značný úspěch. Jejím prvním „obrazem“ byla výzdoba zdí vlastního domu, při níž v roce 1948 použila barvy rozpuštěné v mléce. Teprve když prodala jeden ze svých gobelínů za 5 000 jugoslávských dinárů, koupila si za tyto peníze skutečné olejové barvy. Svůj první obraz s nimi namalovala v roce 1964. V témže roce o ní jako o nové kovačické malířce referovaly noviny „Hlas ľudu“, vydávané pro slovenské krajany v Srbsku. V roce 1969 se o Zuzanu Chalupovou začali zajímat ve Francii a v Německu. O této pozoruhodné malířce se objevily články v uměleckých časopisech nebo v předním francouzském deníku Le Figaro. V Německu byla o tvorbě Zuzany Chalupové vydána samostatná publikace. V následujících letech byly uspořádány výstavy obrazů Zuzany Chalupové v Zürichu a v New Yorku a posléze také v Londýně a ve Vídni.
V roce 1974 zemřel Zuzanin manžel Adam Chalupa. Manželství Chalupových bylo bezdětné, i proto možná Zuzana Chalupová ve svých obrazech vytvořila svět, v němž dominují děti. Malířce se kvůli tomu přezdívalo „máma tisíce dětí “ či „máma Zuzana“ – nejenže hlavním postavami na jejích obrazech byly děti, ale i dospělé zobrazovala s dětskými obličeji.
Spolupráce Zuzany Chalupové s Dětským fondem Organizace spojených národů (UNICEF) se datuje od roku 1973, kdy ji v jejím ateliéru navštívil politik a budoucí francouzský prezident François Mitterrand, který ji pro tuto spolupráci doporučil. Zuzana Chalupová spolupracovala nejen s Dětským fondem Organizace spojených národů, ale i s dalšími organizacemi. Pro Červený kříž v Ženevě vytvořila monumentální obraz, na němž jsou děti i dospělí členové Červeného kříže vyobrazení ve slovenských lidových krojích. UNICEF vydal nákladem dvou milionů kusů jako novoroční pohlednici její obraz „Zima“, který malířka věnovala na dobročinné účely. Pro UNICEF v roce 1974 namalovala též obraz „Děti OSN“.
Zuzana Chalupová zemřela po kratší nemoci ve věku 76 let ve středu 1. srpna 2001 v Bělehradě. Pohřbená byla v Kovačici. Galerie naivního umění v Kovačici vlastní reprezentativní sbírku obrazů Zuzany Chalupové, čítající tři desítky jejích děl.

## Ocenění
- Zuzana Chalupová za své životní dílo obdržela cenu „Cyrila a Metoděje“, což je nejvyšší ocenění, udělované Maticí slovenskou krajanům, kteří žijí v zahraničí.
- Slovenský prezident Rudolf Schuster udělil Zuzaně Chalupové 21. ledna 2000 Řád bílého dvojkříže III. třídy.[4]